# Cine de Bulgaria
El cine de Bulgaria comprende el arte del cine y películas creativas realizadas dentro de la nación de Bulgaria o por cineastas búlgaros en el extranjero. En 2011 había en territorio búlgaro 138 pantallas de cine y la industria cinematográfica generó, ese mismo año, 36.7 millones de levas.

Imagen ilustrativa de una claqueta con la bandera de Bulgaria.

## Directores
Esta es una lista que incluye algunos de los directores búlgaros más notables:
| - Ivan Andonov - Metodi Andonov - Hacho Boyadzhiev - Christo Christov - Todor Dinov - Georgi Djulgerov - Slatan Dudow - Zako Heskija - Tonislav Hristov - Stilian Ivanov - Lyudmil Kirkov - Nevena Kokanova - Kiran Kolarov - Nikola Korabov - Nikola Kovachev - Stefan Krastev - Plamen Maslarov - Vladimir Nenov | - Ivan Nitchev - Sophia Peer - Dimitar Petkov - Vladimir Petrov - Vulo Radev - Ivaylo Simidchiev - Ludmil Staikov - Iglika Trifonova - Petar B. Vasilev-Milevin - Nikolay Volev - Rangel Vulchanov - Angel Wagenstein - Vladimir Yanchev - Zornitsa Sofia - Eduard Zahariev - Zahari Zhandov - Binka Zheliazkova |

## Actores y actrices
Esta es una lista que incluye algunos de los actores búlgaros más notables:
| - Nikolay Binev - Stoyan Bachvarov - Rusi Chanev - Georgi Cherkelov - Stefan Danailov - Nina Dobrev - Itzhak Fintzi - Georgi Georgiev-Getz - Anton Gorchev - Kiril Gospodinov - Stanislav Ianevski - Georgi Kaloyanchev - Velko Kanev - Apostol Karamitev - Asen Kisimov - Nevena Kokanova - Todor Kolev - Konstantin Kotsev - Tatyana Lolova - Georgi Mamalev | - Hristo Mutafchiev - Stoyanka Mutafova - Lyubomir Neikov - Dimitar Panov - Georgi Partsalev - Katya Paskaleva - Pavel Popandov - Petar Popyordanov - Georgi Rusev - Krastyu Sarafov - Yosif Sarchadzhiev - Hristo Shopov - Naum Shopov - Petar Slabakov - Nikola Todev - Kosta Tsonev - Grigor Vachkov - Martina Vachkova - Ani Valchanova - Philip Trifonoff |

## Festivales
- Festival Internacional de Cine de Sofía

## Películas
Esta es una lista que incluye algunas de las películas búlgaras más notables:
- (1915) Bulgaran is Gallant (considerada la primera película del cine búlgaro)
- (1958) Lyubimetz 13 - Favorito #13
- (1962) Tyutyun - Tobacco (nominada a la Palma de oro en el Festival de Cine de Cannes en 1963)
- (1964) Kradetzat Na Praskovi - El ladrón de melocotones

- (1970) Kit - Ballena
- (1970) Bash Maystorat
- (1972) Kozijat Rog
- (1973) Prebroyavane na Divite Zaytsi
- (1973) Siromashko Lyato
- (1974) Selyaninat s Koleloto
- (1975) Osadeni Dushi
- (1975) Svatbite na Ivan Asen - Las bodas del rey Ivan Assen
- (1976) Shturets v Uhoto
- (1976) Dva Dioptara Dalekogledstvo
- (1978) Toplo

- (1980) Dami Kanyat
- (1981) Asparuh
- (1981) Orkestar bez ime
- (1983) Gospodin za Edin Den - Rey por un día
- (1984) Opasen Char
- (1988) Vreme na nasilie
- (1988) Vchera - Ayer

- (2001) Pismo do Amerika - Carta a América
- (2001) Opashkata Na Diavola
- (2004) Mila ot Mars -  Mila de Marte
- (2005) Otkradnati Ochi - Ojos robados
- (2006) Razsledvane - Investigación
- (2008) Dzift
- (2010) Misiya London - Misión Londres
- (2010) HDSP: Lov na drebni hishtnici
- (2011) Tilt
- (2012) Sofia's Last Ambulance